# Siffredo di Carpentras
Siffredo (... – Venasque, 27 novembre 543) fu vescovo di Carpentras nel VI secolo, venerato come santo dalla Chiesa cattolica.

## Biografia e culto
Incerta è la cronologia della vita e dell'episcopato di Siffredo. Di lui esiste una vita, ritenuta leggendaria e incompatibile con i dati storici. Secondo Louis Duchesne «l'unica cosa che si può fare è di accettare, secondo la tradizione, l'episcopato di Siffredo ma di rinunciare ad assegnargli delle date».
La vita racconta che Siffredo era originario della Campania. Ancora ragazzo, entrò nell'abbazia di Lerino, dove si formò agli studi, sotto la guida dell'abate Cesario d'Arles. A 30 anni fu fatto vescovo di Venasque (o Carpentras), diocesi che governò per molti anni. Morì in età avanzata, il 27 novembre 543, e fu sepolto nella chiesa della Santissima Trinità di Venasque; in seguito, i suoi resti furono traslati a Carpentras.
Non esistono attestazioni storiche coeve dell'esistenza di Siffredo, il cui culto tuttavia si sviluppò ben presto nella diocesi. A lui fu dedicata la cattedrale.
La Chiesa cattolica celebra il suo culto il 27 novembre. Il Martirologio Romano lo ricorda con queste scarne parole: